# Animalisms
Animalisms är ett musikalbum av The Animals, utgivet i maj 1966 på skivbolaget Decca. Albumet gavs senare ut i en modifierad version i USA kallad Animalization. Mestadels består albumet av råa tagningar på äldre R&B och rock and roll, men tre egenskrivna låtar finns även med här. Albumet anses vara ett av gruppens mest fokuserade album.

## Låtlista
Sida 1
1. "One Monkey Don't Stop No Show" (Joe Tex) – 3:18
2. "Maudie" (John Lee Hooker) – 4:01
3. "Outcast" (Edgar Campbell/Ernie Johnson) – 3:02
4. "Sweet Little Sixteen" (Chuck Berry) – 3:05
5. "You're on My Mind" (Eric Burdon/Dave Rowberry) – 2:52
6. "Clapping" (Dave Rowberry) – 1:18

Sida 2
1. "Gin House Blues" (Fletcher Henderson/Henry Troy) – 4:36
2. "Squeeze Her - Tease Her (But Love Her)" (Alonzo Tucker/Jackie Wilson) – 2:57
3. "What Am I Living For?" (Art Harris/Fred Jay) – 3:11
4. "I Put a Spell on You" (Screamin' Jay Hawkins) – 2:54
5. "That's All I Am to You" (Otis Blackwell/Winfield Scott) – 2:22
6. "She'll Return It" (Eric Burdon/Dave Rowberry) – 2:40

## Medverkande
- Eric Burdon – sång
- Hilton Valentine – gitarr, sång
- Dave Rowberry – keyboard, sång
- Chas Chandler – basgitarr, sång
- John Steel – trummor, except as noted below
- Barry Jenkins – trummor (på "Don't Bring Me Down", "Cheating" och "See See Rider")
- Tom Wilson – musikproducent